# Max Aitken, 1. Baron Beaverbrook

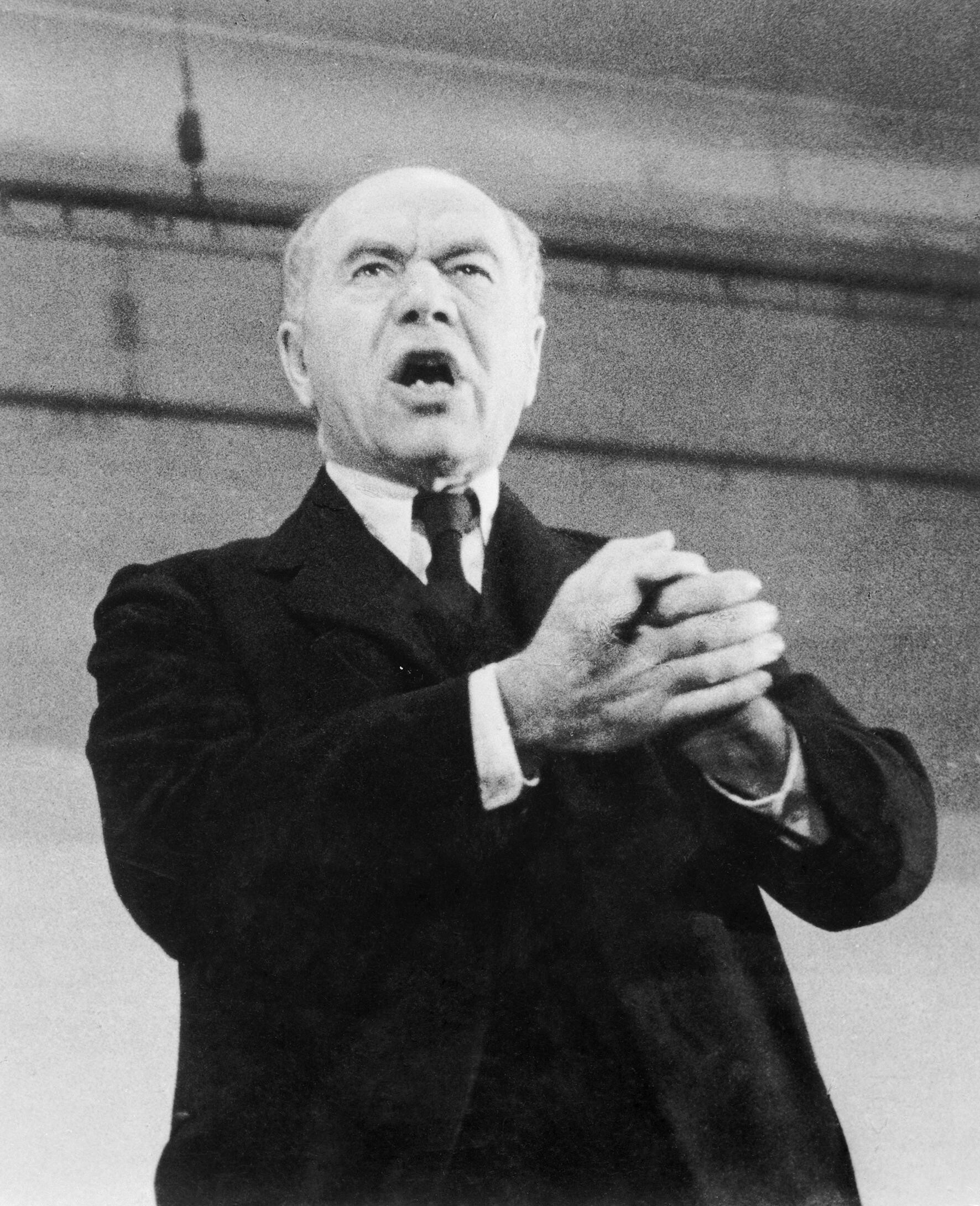
Max Aitken bei einer Rede während des Zweiten Weltkrieges

William Maxwell („Max“) Aitken, 1. Baron Beaverbrook, auch bekannt als Lord Beaverbrook PC ONB (* 25. Mai 1879 in Maple, Ontario, Kanada; † 9. Juni 1964 in Mickleham, Surrey, England), war ein kanadisch-britischer Verleger und konservativer Politiker.

## Leben
Aitken war der Sohn eines schottischstämmigen presbyterianischen Pfarrers. Nachdem er zuvor in Kanada ein erfolgreicher Unternehmer gewesen war, zog Aitken 1910 von Kanada nach Großbritannien. Nachfolgend wurde er ein enger Freund Andrew Bonar Laws, mit dem er viele biografische Ähnlichkeiten aufwies. Aitken konnte Law überreden, ihn bei seiner Kandidatur für einen konservativen Wahlkreis zu unterstützen. Im Dezember 1910 wurde er für den Wahlkreis Ashton-under-Lyne ins Unterhaus (House of Commons) gewählt. Im folgenden Jahr wurde er geadelt und begann, sich einen Pressekonzern zusammenzukaufen, zu dem der Evening Standard und der Daily Express gehörten. 
Im Ersten Weltkrieg wurde Aitken von der kanadischen Regierung damit beauftragt, die alliierte Presse über den kanadischen Beitrag zur Kriegsführung zu informieren, was er u. a. auch durch eigene Bücher tat. Hierfür wurde ihm 1916 der erbliche Adelstitel Baronet, of Cherkley, und 1917 die erbliche Peerwürde Baron Beaverbrook verliehen, wodurch er Mitglied des House of Lords wurde. In November 1916 regte er die Schaffung des Canadian War Memorials Fund an, dieser beauftragte Künstler „um den Konflikt aus einer kanadischen Perspektive ... zu dokumentieren“. 1917 wurde er zum Minister of Information ernannt. Im Crewe House leitete er die interalliierte Zusammenarbeit der Kriegspropaganda. 1918 war er kurzzeitig als Chancellor of the Duchy of Lancaster Kabinettsmitglied in der Regierung Lloyd George.
In der Zwischenkriegszeit hatte Aitken aufgrund seines Presseimperiums großen Einfluss. Dies zeigte sich insbesondere in der Krise des Jahres 1936, als die Zeitungen Aitkens jede Einzelheit der Affäre des Königs Eduard VIII. mit der geschiedenen US-Amerikanerin Wallis Simpson und seiner Kontakte zu NS-Deutschland publizierten. Er lernte Toto Koopman kennen und führte sie in die Londoner High Society ein. Koopman war das berühmteste Model der Zeit.
Während des Zweiten Weltkriegs war Aitken zunächst Minister für Flugzeugproduktion (1940 bis 1941), dann als Nachfolger von Andrew Duncan Minister für Nachschub (1941 bis 1942). Er erreichte eine massive Erhöhung der Zahl der produzierten Jäger und Bomber. 1943 wurde er Lordsiegelbewahrer, dieses Amt behielt er bis 1945.
Nach Kriegsende tat er sich als Mäzen im Vereinigten Königreich und in der kanadischen Provinz New Brunswick hervor. Daneben schrieb er diverse Bücher. Er lebte in der Gutsvilla Cherkley Court bei Leatherhead in Surrey, die er insgesamt mehr als 50 Jahre bewohnte. Nach seinem Tod im Jahr 1964 fiel sein Vermögen an die gemeinnützige Beaverbrook Foundation, die sein Werk fortsetzt und zurzeit von seinem Enkel geleitet wird.
Aitken war zweimal verheiratet. Seine erste Frau, mit der er drei Kinder hatte, starb 1927. Im Alter von 84 Jahren heiratete er 1963 dann Marcia Anastasia Christoforides, die Witwe seines Freundes James Dunn.
Am 30. September 2014 ehrte die kanadische Regierung, vertreten durch den für das Historic Sites and Monuments Board of Canada zuständigen Bundesumweltminister, Aitken und erklärte ihn zu einer „Person von nationaler historischer Bedeutung“.